# 之江路
之江路是杭州的一条主干道，东起京杭大运河和钱塘江交汇处的运河之江隧道接之江东路，沿钱塘江江堤西行，经钱江新城、六和塔、九溪，进入之江旅游度假区至转塘街道止，全长18.5公里。
之江路也是杭州可供行人和骑车者进入的景观游憩线路“三江两岸”绿道的一部分。

## 历史
- 之江路中段，始建于民国时期，称杭富路。东至复兴街、虎跑路，西至珊瑚沙路接杭新公路（今320国道），其中六和塔至梵村路段称为六梵路。[2]当年这条路受到地势影响，路狭坡陡，民间有“九龙头”之险称，直至1980年劈坡填江才建成了平坦的临江道路。
- 1993年杭州之江旅游度假区成立后，杭新公路改道，原杭新公路珊瑚沙路至转塘段也并入之江路。[2]
- 之江路（钱塘江大桥—三堡船闸段）建设于1990年代，始称滨江大道。1998年首先建设的是从白塔岭至西兴大桥的路段，之后向东延伸至三堡船闸。后将滨江大道并入之江路。
- 2016年，之江路（三堡船闸段）因运河之江隧道建成后之江路延伸，更名为三新路。[3]

## 相交道路
| 道路名称                              | 地标                       | 公交车站                               | 地铁车站       |
| ------------------------------------- | -------------------------- | -------------------------------------- | -------------- |
| 东：运河之江隧道、之江东路 北：三新路 | 上城区体育中心             |                                        |                |
| 西：钱潮路                            | 天元大厦（杭州棋院）       | 钱潮路之江路口、之江路钱潮路口         |                |
| 西：庆春东路                          | 交通银行浙江分行           | 之江路钱潮路口                         |                |
| 西：新业路                            | 杭州大剧院                 |                                        |                |
| 西：解放东路                          | 杭州国际会议中心、城市阳台 |                                        | 4、7市民中心站 |
| 西：清江路                            | 西兴大桥                   |                                        |                |
| 西：衢江路                            |                            | 近江一园                               |                |
| 西：婺江路                            | 杭州文广集团               | 之江路婺江路口                         | 1、4近江站     |
| 西：望江东路                          | 绿城蓝色钱江               |                                        |                |
| 西：闻潮路                            |                            |                                        |                |
| 西：甬江路                            | 杭州市中级人民法院         | 甬江路鲲鹏路口                         | 4甬江路站      |
| 西：吟潮路                            |                            |                                        |                |
| 北：姚江路                            | 杨绫子学校                 | 姚江路富春路口                         |                |
| 北：飞云江路                          | 赞成中心                   |                                        | 4、5南星桥站   |
| 南：时代大道                          | 复兴大桥                   |                                        |                |
| 北：美政路                            |                            | 之江路美政路口                         |                |
| 北：洋泮路                            |                            |                                        | 4复兴路站      |
| 北：海月路                            |                            | 海月桥、之江路海月路口                 |                |
| 北：化仙桥路                          |                            | 之江路化仙桥路口                       |                |
| 北：南复路                            |                            | 之江路南复路口                         |                |
| 北：水澄路                            |                            | 闸口南                                 | 4水澄桥站      |
| 北：南复路                            |                            | 之江路南复路口                         |                |
| 东：复兴路                            | 白塔公园                   | 白塔岭（白塔公园）                     |                |
| 北：虎跑路                            | 六和塔、钱塘江大桥         | 六和塔 、之江路六和塔                  |                |
| 东：舜禹路                            | 浙江大学之江校区           | 浙大之江校区                           |                |
| 北：九溪路                            | 九溪烟树                   | 九溪公交站                             |                |
| 北：五云中路                          | 珊瑚沙水库                 | 珊瑚沙水库、五云中路（临时性公交车站） |                |
| 南：之浦路                            |                            | 梵村                                   |                |
| 南：江涵路 北：梅灵南路               | 杭州宋城                   | 感应桥北、宋城东·感应桥南              |                |
| 南：龙王沙路                          |                            |                                        |                |
| 北：紫之隧道                          |                            |                                        |                |
| 南：碧波路                            |                            |                                        |                |
| 南：丽景路 西南：洙泗路 北：留泗路    |                            | 转塘东、午山、午山社区                 |                |